# واحجة (تعز)
واحجه هي إحدى قرى الجمهورية اليمنية. تتبع جغرافيا لمحافظة تعز وإداريًا لمديرية باب المندب. يبلغ تعداد سكانها 3970 نسمة حسب الإحصاء الذي أجري عام 2004.